# 萨古鲁
薩古魯（Sadguru），全名：薩古魯‧賈吉‧瓦殊戴夫（Sadguru Jaggi Vasudeva，1957年9月3日—），出生于印度邁索爾(Mysore)，是一位瑜伽大師、作家，也是“Isha瑜伽”以及Isha基金會的創始人。“古魯Guru”的字義是「黑暗驅除者(dispeller of darkness)」，“薩Sad"的字義是未經制式教育者的意思。
薩古魯出生於一個印度邁索爾市的泰盧固人家庭，父親Vasudeva是一名印度鐵路部的眼科醫生，母親Susheela是一名家庭主婦，有一個哥哥和兩個姐姐。由於父親的工作調動，幼年時經常搬家。
薩古魯從十三歲開始初學瑜伽，他的第一位老師是Shri Raghavendra Rao，人稱Malladihalli Swami。薩古魯當時練瑜伽是為了獲得身心健康。
薩古魯以全班第二名的成績畢業於邁索爾大學，主修英國文學。大學期間，他對旅行和機車產生濃厚的興趣。常和朋友們去邁索爾市郊的查蒙迪山，而且經常夜間成群結隊出行。他騎機車遊遍到印度各地。當他到達印度與尼泊爾邊界時，由于沒有護照，他沒辦法出境。這次經歷促使他決定要"快速賺錢"，想到哪就到哪，沒人可以阻止他。因此，他畢業後就經營了幾次成功的生意，包括一個家禽飼養所，一個磚廠和一個建築公司。
1982年，25歲的薩古魯去了查蒙迪山，在那裏經歷一次靈性體驗。六個星期後，他將生意交托給朋友，然後到很多地方旅行，他想深入了解他的"神秘"經歷。這次開悟後隨之而來的，是他過去三輩子記憶的突然降臨，他重新回憶起自己的人生目標以及他上師的夢想 - 創造迪阿納靈伽。從那一刻起，他唯一的憧憬就是完成自己上師的願望;他採取的每一個行動都以實現迪阿納靈伽的聖化為導向了。
1983年，他在邁索爾開設第一個瑜伽班，當時只有7個學生。他後來騎機車穿行於卡納塔克邦和海得拉巴 (印度)之間，免費開班傳授瑜伽，他通常在課程的最後一天，將上課學生的捐款捐給當地的一個慈善團體。 這些早期的課程是後來艾薩瑜伽課程的雛形。當時的經濟來源是他的家禽農場的租金。
他於1992年成立Isha基金會（Isha Foundation），1993年，薩古魯決定建立一個靜修中心，來支持越來越多的靈性追求者。在考察過喀拉拉邦、卡納塔克邦、泰米爾納德邦和果阿，他都不滿意，最後他選址在距離哥印拜陀市區30公里，維靈吉瑞山脈（Velliangiri Mountains）山腳下的森林保護區，佔地將近60.7公頃。薩古魯的上一輩子就在維靈吉瑞山脫離肉體。1994年成立了艾薩瑜伽中心，是傳授正統瑜伽的非盈利組織，其瑜伽傳播範圍遍及印度、美國、英國、黎巴嫩、新加坡、加拿大、馬來西亞、烏幹達和澳大利亞。Isha基金會同時也參加各種社會、社區發展活動，聯合國經濟與社會理事會因此授與它特殊咨商地位。
2006年，薩古魯發起綠手計劃（Green Hands），力圖防止和扭轉環境惡化，目標是要在泰米爾納德邦增加10％的綠化率。2006年10月，256289名志願者在泰米爾納德邦的27個區的6284地點，種下了共計852587棵樹苗，同時創下了金氏世界紀錄。2008年，印度政府為了表彰綠手計畫的貢獻， 授予“Indira Gandhi Paryāvaraṇa Puraskāra”獎，這是印度環境保護的最高榮譽。
他曾是聯合國千禧年和平峰會的大使，也是世界宗教領袖委員會的成員，同時也是澳洲領導力修習營、塔爾伯格論壇、2005到2008年印度經濟峰會及達沃斯世界經濟論壇的特邀嘉賓。
2017年1月25日，印度政府授予他蓮花賜勳章（Padma Vibhūṣaṇa）以表彰他為社會做出的突出貢獻。同年，薩古魯發起了河流拯救行動（Rally for Rivers），拯救印度一條逐漸枯竭的大河高韋里河，目標是12年內種植24.2億棵樹，讓高韋里河回復失去的40%的河水，再次流淌不息，這是全球最大的環境運動之一。

## 相關著作
| 作品名稱 | 出版時間   | 作者                                  | 出版社     | ISBN               |
| 幸福三真相：印度聖哲薩古魯的生命轉化指導 《Three Truths of Well Being: Empower Your Body, Mind and Energy for Joyful Living》 | 2016.05.01 | Sadhguru Jaggi Vasudev                | 方智       | ISBN 9789861754260 |
| 一個瑜伽士的內在喜悅工程：轉心向內 即是出路 《Inner Engineering: A Yogi's Guide to Joy》                                      | 2017.10.05 | Sadhguru Jaggi Vasudev                | 地平線文化 | ISBN 9789869484640 |
| 在深夜遇見薩古魯：印度聖哲的內在喜悅工程 《Midnights with the Mystic: A Little Guide to Freedom and Bliss》                   | 2020.06.23 | Cheryl Simone, Sadhguru Jaggi Vasudev | 楓書坊     | ISBN 9789863776000 |
| 薩古魯談業力：一個瑜伽士關於改變命運的教導 《Karma: A Yogi’s Guide to Crafting Your Destiny》                                 | 2022.08.08 | Sadhguru Jaggi Vasudev                | 地平線文化 | ISBN 9786269508471 |